# Micrasema hanasense
Micrasema hanasense är en nattsländeart som beskrevs av Tsuda 1942. Micrasema hanasense ingår i släktet Micrasema och familjen bäcknattsländor. Inga underarter finns listade i Catalogue of Life.